# Madrid (kommun)
Madrid är en kommun i Colombia.   Den ligger i departementet Cundinamarca, i den centrala delen av landet, 27 km nordväst om huvudstaden Bogotá. Antalet invånare är 62 425. Arean är 121 kvadratkilometer.
Terrängen i Madrid är platt åt nordost, men åt sydväst är den kuperad.